# Valptjärnarna (södra)
Valptjärnarna är en sjö i Arvidsjaurs kommun i Lappland och ingår i Skellefteälvens huvudavrinningsområde. Sjöns area är 0,033 kvadratkilometer och den befinner sig 450 meter över havet.